# Prairial (frégate)
Pour les articles homonymes, voir Prairial (homonymie).
Le Prairial (indicatif visuel F731) est une frégate française de la classe Floréal. Il fait partie de la Flotte du Pacifique, basée à Papeete en Polynésie française, collectivité d'outre-mer dans l'océan Pacifique.

## Équipement

### Armement
L'armement du Prairial est constitué de :
- deux systèmes Aérospatiale MM.38 Exocet (débarqués en 2015,
- un canon DCN mod.68 CADAM de 100/55 mm, deux canons GIAT 20.F2 de 20 mm.

La frégate embarque un hélicoptère Aérospatiale AS565 Panther.

### Électronique
La frégate possède un radar de veille combiné Thomson CSF Mars (DRBV.21A), deux radars de navigation Racal Decca 1229 (DRBN.34A), un détecteur radar Thomson CSF ARBR.17, et un système de contrôle d'armes CSEE Najir auquel s'ajoute un système Syracuse 2. Les contre-mesures du bâtiment intègrent un lance leurres (dix tubes) CSEE Dagaie Mk.2.

## Missions
Le Prairial est un navire de surveillance de la marine nationale en poste à Papeete et chargé, entre autres, de contrôler la zone d'influence et la zone économique exclusive des îles françaises de l'océan Pacifique, ce qui inclut également l'île Clipperton au large du Mexique.
La frégate de surveillance, basée à Papeete (Tahiti) appareille pour des missions de police en haute mer et des missions de contrôle des pêches. Ces missions permettent au Prairial de participer activement à la surveillance de la plus vaste zone économique exclusive (ZEE) française. Située dans la « tuna belt » (ceinture de thon) du Pacifique Sud, la ZEE entourant les îles Marquises, au nord de la Polynésie française, est très prisée par les flottilles de pêche asiatiques. Pour préserver les ressources halieutiques du territoire d’outre-mer, la pêche est réglementée et la Marine y déploie régulièrement des bâtiments et des aéronefs pour effectuer des contrôles sur zone. Le Prairial a ainsi déployé une équipe spécialisée pour mener les visites nécessaires sur des groupes de navires chinois et coréens pêchant à la frontière de la ZEE française. Effectuées directement à bord des navires étrangers, ces visites complètent les interrogations radio effectuées en amont depuis la passerelle. L’embarquement d’un traducteur franco-mandarin issu du Régiment d'infanterie de marine du Pacifique - Polynésie a facilité la conduite des opérations.

## Carrière opérationnelle

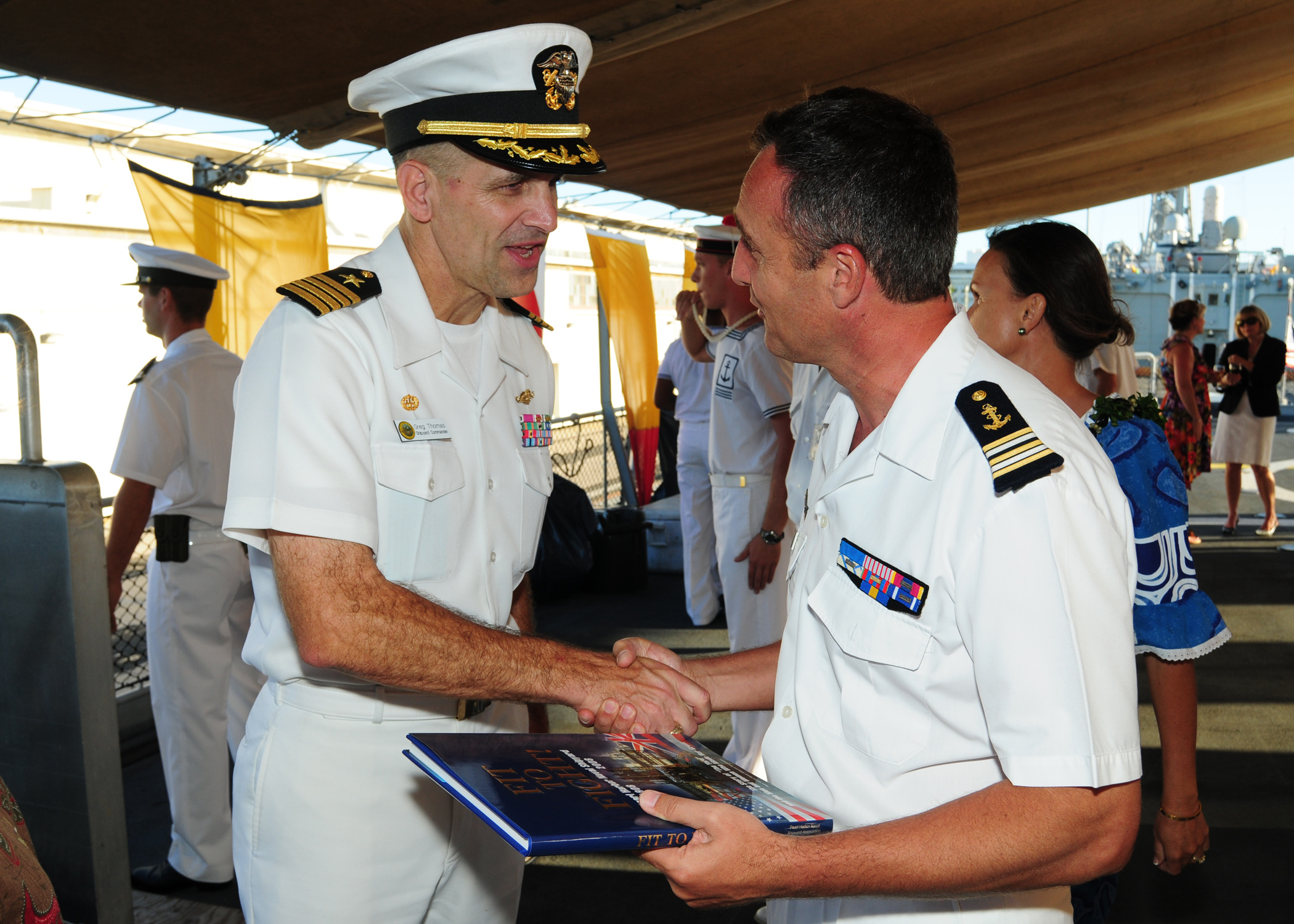
Renaud Bondil commandant du Prairial en 2010 lors de RIMPAC.

Au 13 novembre 2013, le navire se trouve en préparation opérationnelle pour des opérations de surveillance maritime dans l'océan Pacifique en compagnie du patrouilleur La Glorieuse alors en opération de surveillance maritime dans la même zone.
Dans le cadre de l'opération « Haura » de lutte contre les trafics, la frégate – sur la base d'une surveillance aérienne et satellitaire menée par plusieurs services de l'État – a arraisonné le 13 février 2016 dans la zone des îles Gambier un voilier battant pavillon panaméen, en provenance de l'Équateur et en route pour l'Australie, avec à son bord 680 kg de cocaïne, ce qui constitue un record en Polynésie,. Dans le cadre de la mission de longue durée « Narcops », le Prairial réalise, le 21 mars 2019, une nouvelle prise importante de 766 kg de cocaïne transportés à bord d'un « panga » nicaraguayen,. 
En avril 2023, la frégate a transité par le détroit de Taïwan, réaffirmant de la sorte la liberté de naviguer dans les détroits régie par le droit maritime international, afin de se rendre en mer de Chine orientale pour participer à une mission « AITO », dans le cadre de l’UNSC ECC (United Nations Security Council Enforcement Coordination Cell), une structure chargée de documenter les violations des sanctions internationales infligées à la Corée du Nord.